# Blomsterstand
En blomsterstand eller inflorescens er en omdannet del af en plantes skudsystem. Det, som kendetegner denne del af skuddet, er forgreningsgraden, bladene, og omdannelser i form af strækninger, forkortelser, fortykkelser, forvoksninger eller reduktion af hoved- eller sideakserne. Det gør blomsterstanden til en væsentlig del af den blomstrende plantes vækstform, hvad der gør den til et fremragende kendemærke ved identifikationen af arterne. Mange blomsterstande virker på bestøverne som én stor blomst, som er lettere at finde end de enkelte blomster. Denne fordel er mest åbenlys, når de enkelte blomster i standen er små eller uanselige.
Blomsterstanden er monopodialt opbygget, dvs. med én hovedakse og uforgrenede sideakser af første orden. Traditionelt kaldes denne forgreningsmodel dog for klaseagtig (racemøs). Det skyldes, at klasen kan betragtes som en grundform, som de øvrige blomsterstande er udviklet fra. Det kan forklares ved, at der er foregået strækninger, forkortninger, fortykkelser eller reduktioner i én eller flere dele af standen. Dette er også årsagen til, at der kan findes mellemformer, som befinder sig udviklingsmæssigt mellem to af de tydeligt udviklede former. Blomsterstande af de typer, som er vist nedenfor, hører til de mest velkendte.

## Forenklede tegninger
- Klase
- Halvskærm
- Top
- Aks eller Småaks
- Kogle
- Skærm
- Kolbe
- Hoved
- Kurv
- Rakle (Klase- eller Aksrakle)

## Eksempler
- Almindelig Gederams (klase)
- Aksel-Røn (halvskærm)
- Almindelig syren (top)
- Dunet Vejbred (aks)
- Rød-El (kogle)
- Stor Stjerneskærm (skærm)
- Plettet Arum (kolbe)
- Gærde-Kartebolle (hoved)
- Almindelig Solsikke (kurv)
- Vorte-Birk (rakle)